# Haut-Lieu
Haut-Lieu település Franciaországban, Nord megyében. Lakosainak száma 374 fő (2022. január 1.). Haut-Lieu Avesnes-sur-Helpe, Saint-Hilaire-sur-Helpe, Avesnelles, Boulogne-sur-Helpe, Cartignies és Étrœungt községekkel határos.

## Népesség
A település népességének változása:
| Lakosok száma | 395  | 396  | 391  | 389  | 394  | 388  | 386  | 374  |
|               | 2013 | 2015 | 2017 | 2018 | 2019 | 2020 | 2021 | 2022 |